# 정하니
정하니(본래 정주민 1990년 6월 19일 ~ )은 대한민국의 기자, 앵커이다.
- 동갑내기 기자 앵커 홍유라가 물러나고 대신 진행 하였다.

## 학력
- 고등학교 2006년 3월 본래 17세 고등학교 1학년 입학 ~ 2007년 2월  본래 18세 고등학교 1학년 전학
- 고등학교 2007년 3월 본래 18세 만 17세 전학 고등학교 1학년 입학 재입학 ~ 2010년 2월 본래 21세 만 20세 졸업
- 한국외국어대학교 학사 2010년 3월 본래 21세 만 20세 입학 ~ 2015년 2월 본래 26세 만 25세 졸업

## 진행 프로그램
- 2013년 채널A 뉴스A